# Thomas Graggaber
Thomas Graggaber (Salisburgo, 11 gennaio 1981) è un ex sciatore alpino austriaco specialista delle prove veloci che in carriera gareggiò prevalentemente in Coppa Europa.

## Biografia

### Stagioni 1998-2002
Nato a Salisburgo, originario di Unternberg e attivo in gare FIS dal novembre del 1997, Thomas Graggaber esordì in Coppa Europa il 21 dicembre 1997 Kreischberg in slalom speciale, senza completare la gara. Nel 1999 ai Mondiali juniores di Pra Loup vinse la medaglia di bronzo nella discesa libera e il 15 marzo 2000 debuttò in Coppa del Mondo giungendo 24º nella discesa libera tenutasi a Bormio che concludeva la stagione.
Ai Mondiali juniores del Québec 2000 vinse la medaglia d'oro nella discesa libera e il 17 gennaio 2001 conquistò ad Altenmarkt-Zauchensee il primo podio in Coppa Europa, piazzandosi 3º nella medesima specialità. Sempre in discesa libera ai Mondiali juniores di Verbier 2001 bissò il titolo iridato giovanile e il 19 dicembre 2001 ottenne il primo successo in Coppa Europa a Saalbach-Hinterglemm; a fine stagione risultò 2º nella classifica di specialità del circuito continentale.

### Stagioni 2003-2009
Il 30 novembre 2002 ottenne a Lake Louise in discesa libera il suo miglior piazzamento in Coppa del Mondo (11º) mentre nel 2003-2004 in Coppa Europa terminò al 2º posto in classifica generale e vinse quella di discesa libera. L'11 gennaio 2005 a Bad Kleinkirchheim conquistò in supergigante la sua ultima vittoria nel circuito continentale, nonché ultimo podio.
Le sue ultime gare di Coppa Europa e di Coppa del Mondo furono le discesa libere di Sarentino del 12 febbraio 2009 e di Lillehammer Kvitfjell del 7 marzo seguente, che chiuse rispettivamente al 31º e al 34º posto. Si ritirò dall'attività agonistica nel 2009 e la sua ultima gara in carriera fu il supergigante dei Campionati austriaci di quell'anno, disputato il 23 marzo a Saalbach-Hinterglemm e non completato da Graggaber; in carriera non prese parte a rassegne olimpiche o iridate.

## Palmarès

### Mondiali juniores
- 3 medaglie:
  - 2 ori (discesa libera a Québec 2000; discesa libera a Verbier 2001)
  - 1 bronzo (discesa libera a Pra Loup 1999)

### Coppa del Mondo
- Miglior piazzamento in classifica generale: 103º nel 2003

### Coppa Europa
- Miglior piazzamento in classifica generale: 2º nel 2004
- Vincitore della classifica di discesa libera nel 2004
- 12 podi:
  - 6 vittorie
  - 3 secondi posti
  - 3 terzi posti

#### Coppa Europa - vittorie
| Data             | Località              | Paese   | Specialità |
| ---------------- | --------------------- | ------- | ---------- |
| 19 dicembre 2001 | Saalbach-Hinterglemm  | Austria | DH         |
| 13 marzo 2002    | La Clusaz             | Francia | DH         |
| 31 gennaio 2003  | Altenmarkt-Zauchensee | Austria | DH         |
| 4 febbraio 2004  | Les Orres             | Francia | DH         |
| 5 febbraio 2004  | Les Orres             | Francia | DH         |
| 11 gennaio 2005  | Bad Kleinkirchheim    | Austria | SG         |

Legenda:

DH = discesa libera

SG = supergigante

### Far East Cup
- Miglior piazzamento in classifica generale: 16º nel 1999
- 1 podio:
  - 1 vittoria

#### Far East Cup - vittorie
| Data            | Località  | Paese         | Specialità |
| --------------- | --------- | ------------- | ---------- |
| 21 gennaio 1999 | Yongpyong | Corea del Sud | SL         |

Legenda:

SL = slalom speciale

### Campionati austriaci juniores
- 11 medaglie[1]:
  - 5 ori (discesa libera nel 1997; slalom speciale nel 1998; combinata nel 1999; supergigante, combinata nel 2000)
  - 3 argenti (discesa libera, supergigante nel 1998; discesa libera nel 2000)
  - 3 bronzi (discesa libera, slalom gigante, slalom speciale nel 1999)